# Felipe Caicedo
Felipe Salvador Caicedo Corozo (Guayaquil, Ecuador, 5 de septiembre de 1988) es un futbolista ecuatoriano. Juega como delantero y su equipo actual es Barcelona Sporting Club de la Serie A de Ecuador.

## Trayectoria

### Rocafuerte F. C.
Felipe Caicedo se formó futbolísticamente en el Rocafuerte Fútbol Club con 10 años de edad. Desde 1998 hasta 2006 jugó torneos de segunda categoría, llamando la atención de clubes como el Olympique de Lyon y el F. C. Barcelona tras varios partidos disputados con la selección sub-17 de Ecuador.

### F. C. Basilea
Con tan solo 16 años, Caicedo fichó por el F. C. Basilea para la temporada 2005-06. Debido a su juventud, se formó en las categorías inferiores. Más tarde pasó a jugar al primer equipo, donde disputó 20 partidos. Debido a su calidad de juego varios clubes europeos como el A. C. Milán, el Manchester City, Juventus de Turín y Chelsea F. C. se fijaron en él.

### Manchester City
El 31 de enero de 2008 se anunció que el Manchester City se había hecho con los servicios de Caicedo por un año con opción a compra, el coste del fichaje fue de £5,2 millones (€7 millones), lo que le convirtió en uno de los traspasos más caros en la historia de Ecuador. En aquel momento, Caicedo fue descrito por su director como "uno de los grandes talentos de América del Sur", llegado a ser comparado con Adriano. Hizo su debut el 10 de febrero en una victoria a domicilio 2-1 contra su rival el Manchester United, jugando la segunda mitad. Terminó la temporada con 10 partidos en la Premier League, todos ellos de entrando desde el banquillo.
Caicedo anotó su primer gol con el Manchester City en la temporada siguiente en un partido de Copa de la UEFA contra el Racing de Santander. Su segundo gol lo anotó de tacón en un encuentro contra el West Bromwich Albion, aunque finalmente el árbitro lo anotó como gol en propia meta, ya que pegó en el palo y luego en el portero antes de acabar finalmente en el fondo de la red. Después de estas actuaciones saliendo desde el banquillo, Mark Hughes le dio la oportunidad de ser titular en su primer partido de liga. El delantero no desaprovechó la oportunidad y consiguió marcar por tercer partido consecutivo, esta vez anotando los dos primeros goles ante el Hull City el 26 de diciembre del 2008 (partido que terminó con una victoria 5-1). Caicedo abrió el marcador en el partido de ida de los dieciseisavos de la Copa de la UEFA frente al Aalborg BK en el estadio Ciudad de Mánchester, partido que terminaría 2-0.
Felipe Caicedo anotó su sexto gol de la temporada en el Manchester City ante el Hamburgo S. V. el 16 de abril de 2009, aunque no fue suficiente para darle el pase a las semifinales de la Copa UEFA debido a la derrota 4-3 global. El séptimo gol del jugador ecuatoriano lo anotaría en la victoria 3-1 sobre el Blackburn Rovers, el 2 de mayo. Caicedo anotó su octavo gol en el Manchester City en la victoria por 1-0 sobre el Bolton Wanderers en la última jornada de la temporada.

### Sporting de Lisboa
En la temporada 2009-10, Caicedo fue obligado a abandonar el club con el fin de obtener experiencia puesto no tendría oportunidades de jugar, debido a la contratación de los delanteros Roque Santa Cruz, Emmanuel Adebayor y Carlos Tévez. Así, el 23 de julio de 2009, el Sporting Clube de Portugal y el Manchester City llegaron a un acuerdo de préstamo por un año con opción a compra. Este nuevo contrato le permitiría al jugador ecuatoriano desarrollarse como delantero antes de regresar a la ciudad de Mánchester y obtener experiencia en la Liga de Campeones de la UEFA. Sin embargo, Caicedo no consiguió aclimatarse al Sporting y su contrato de préstamo fue interrumpido en enero de 2010.

### Málaga C. F.

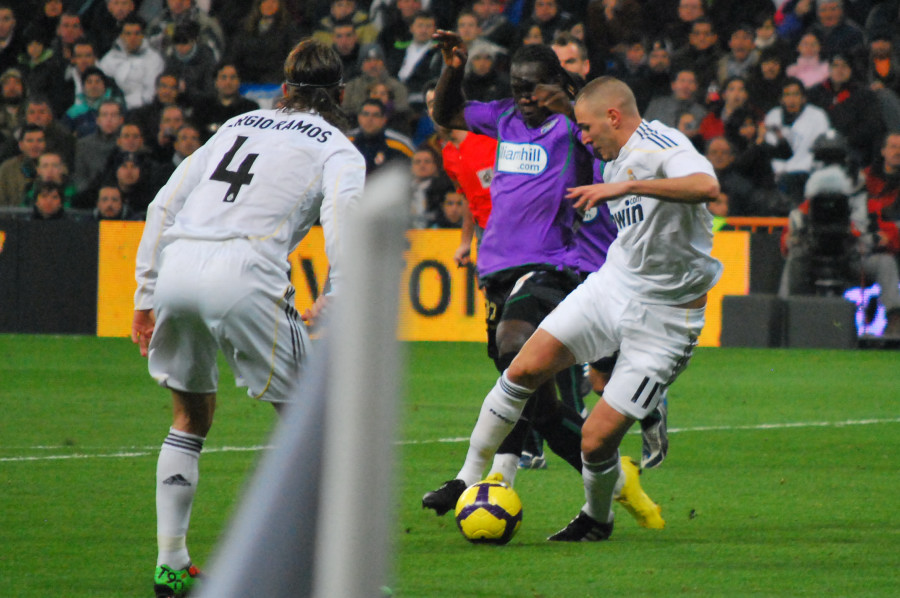
Caicedo en un partido ante el Real Madrid.

Después de su breve paso por el Sporting de Lisboa, clubes como el Málaga C. F. y el Hull City se interesaron en hacerse con los servicios del atacante. El 8 de enero de 2010 Caicedo decidió incorporarse al Málaga Club de Fútbol en calidad de cedido, y rechazó la oferta del Hull City. Anotó su primer gol en el Málaga con una hermosa jugada individual en el partido contra el Racing de Santander, que terminó ganando el equipo andaluz por 3-0. Además de este, Caicedo anotó otro 3 goles más, ante el Sporting de Gijón, Osasuna y ante el Sevilla Fútbol Club. Además, un pase suyo de tacón a Duda permitió el empate ante el Real Madrid en la última jornada, lo cual le daba la permanencia al Málaga.

### Levante U. D.

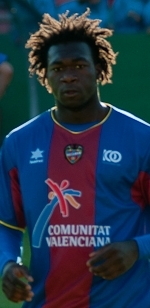
Felipe Caicedo en el Levante.

Una hora antes del cierre del periodo de traspasos en Europa firmó un contrato con el Levante Unión Deportiva tras ser cedido una vez más por el Manchester City.
Caicedo anota su primer gol con el Levante ante el Villarreal Club de Fútbol en la tercera jornada de liga, el 19 de septiembre de 2010.
Además de este, anotó ante la Real Sociedad, por partida doble ante el Racing de Santander y ante el Atlético de Madrid, saldándose todos estos partidos con victoria, además, permitió el pase a octavos de la Copa del Rey ante el Xerez C. D. anotando el 1-2.
El 6 de marzo de 2011 se convirtió en el máximo anotador de la historia del  Levante en una temporada en Primera División con 11 goles, superando a Pepín que marcó 10 tantos en la temporada 1963-64.
Tres jornadas antes de terminar la Liga Española, el Levante recibía la visita del F. C. Barcelona. En este partido logró marcar el gol del empate en los últimos minutos aprovechando un fallo de Piqué con su portero, Víctor Valdés. El ecuatoriano logró robar el balón y marcar el 1-1 final, y su gol número 13 en su cuenta personal.
Con esto Felipe logró convertirse en uno de los "jugadores revelación" de la liga Española solamente superado por el venezolano José Salomón Rondón, y fue elegido en el once ideal de la UEFA, además fue uno de los jugadores más efectivos de la Liga BBVA. Pasó a la historia del Levante U. D. ya que fue el máximo anotador en una sola temporada entre Liga y Copa en Primera División.

### Lokomotiv de Moscú

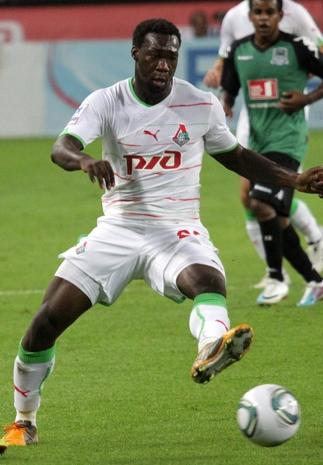
Felipe jugando para el Lokomotiv.

La temporada en el Levante Unión Deportiva le supuso el interés de varios equipos. El más interesado fue el Lokomotiv de Moscú, quien logró hacerse con sus servicios. Caicedo firmó un contrato por cuatro años y valor de €7,5 millones, después de varias propuestas. El jugador ecuatoriano se bautizó con la camiseta del Lokomotiv de Moscú anotando el único tanto contra el Kubán Krasnodar el domingo 28 de agosto de 2011. En el equipo ruso comenzó bien, pero fue de más a menos y nunca dio el rendimiento que se esperaba de él tras contratarle por más de €7 millones. Las lesiones también fueron un lastre para el ecuatoriano durante su estancia en el Lokomotiv.

### Al-Jazira S. C.
A inicios de 2014 fue contratado por el Al-Jazira Sporting Club.

### R. C. D. Espanyol

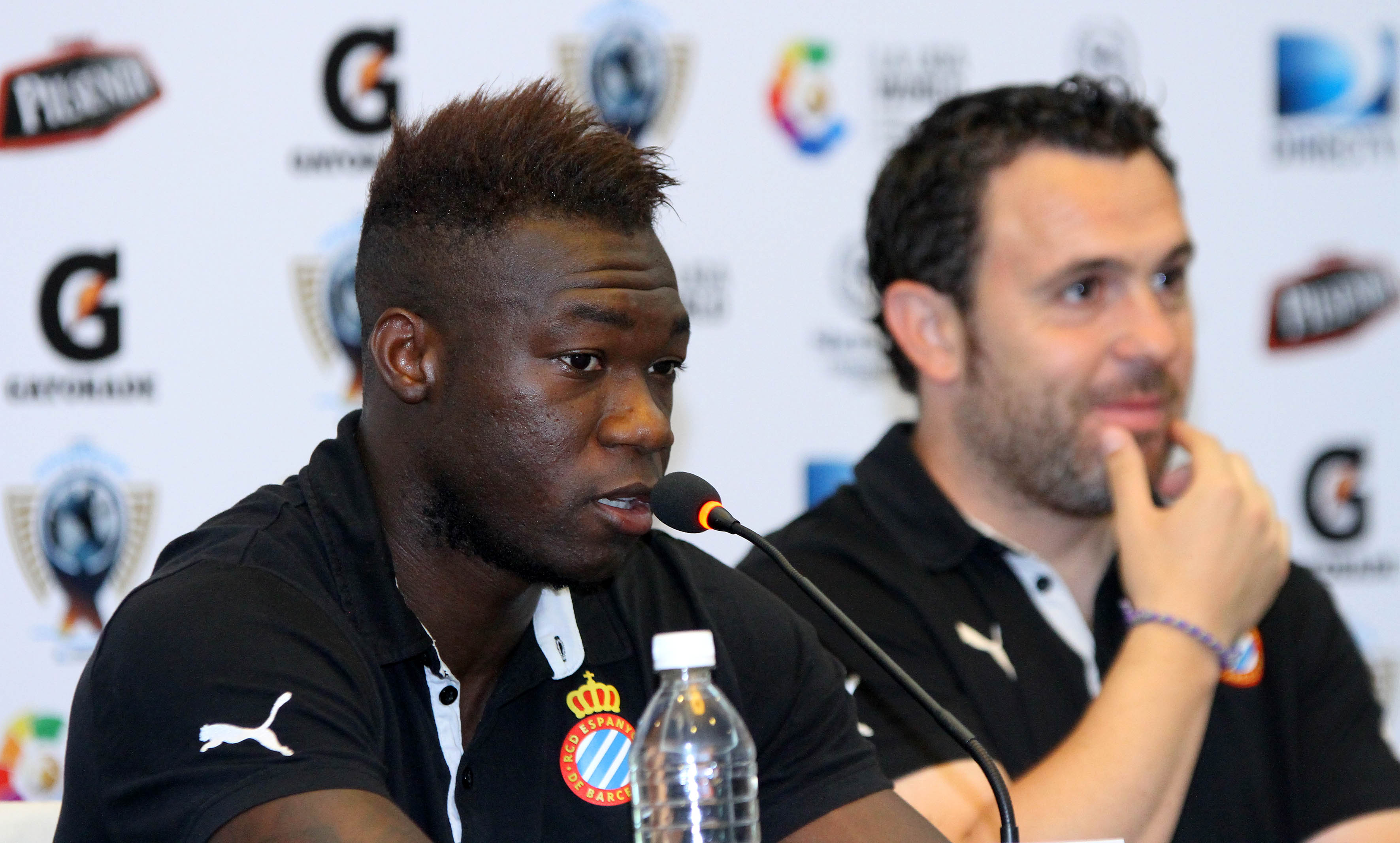
Felipe en una entrevista con el RCD Espanyol.

El 15 de julio de 2014 firmó un contrato por 2 temporadas con el R. C. D. Espanyol. Su fichaje fue recomendado por su excompañero y ahora entrenador en el R. C. D. Espanyol Sergio González Soriano. Su primer gol con la camiseta perica llegó en la cuarta jornada, ante precisamente su exequipo el Málaga C. F. en un empate a dos. En su primera temporada hizo una gran sociedad en ataque con Sergio García y Christian Stuani, marcando entre los tres un total de 42 goles sumando Liga y Copa del Rey. De esos 42, Caicedo anotó 12 (9 en la competición regular y 3 en la Copa). En el plano colectivo, el equipo espanyolista tuvo una temporada tranquila en la Liga, y llegó a las semifinales en la Copa del Rey, donde fue eliminado por el Athletic Club.
De cara a la temporada 2015-16, tras las marchas de Stuani y Sergio García, se convirtió en el claro referente y en la estrella arriba del Espanyol para la temporada.

### Lazio
Tras una temporada R. C. D. Espanyol en la que logró tan solo 2 goles, en el verano de 2017 fue fichado por la Società Sportiva Lazio por la cantidad de tres millones de euros, más 2 millones de euros en variables.
Hizo el primer gol y realizó una asistencia en la victoria 1 a 3 frente al O. G. C. Niza de Francia por la Liga Europa de la UEFA, anotando su segundo gol en la competición europea y siendo figura en ese partido. También hizo 3 goles en un partido amistoso.
Debutó en octubre de 2020 en la Liga de Campeones de la UEFA ante el Borussia Dortmund jugando los últimos 8 minutos. El 4 de noviembre marcó su primer gol en la Liga de Campeones ingresando en el segundo tiempo y marcando el gol del empate a un gol en su visita al Zenit San Petersburgo siendo el quinto ecuatoriano en marcar en dicha competición.
El 31 de agosto de 2021 fue anunciado por el Genoa Cricket & Football Club de la Serie A italiana, el contrato es por dos años hasta 2023 con opción a uno más.
El 28 de enero de 2022 fue anunciado en formato de cesión por el Inter de Milán para lo que quedaba de temporada.

### Abha
El 28 de agosto, tras haber rescindido su contrato con el conjunto genovés, fichó por un año con el Abha Club saudí, tras finalizar su contrato dejó el equipo árabe, en total marcó tres goles en 24 partidos.
Desde ahí no se ha sabido nada del jugador y casi después de 2 años sin haber jugado el Barcelona Sporting Club de Ecuador lo contrata para tener la esperanza de que ganen un título.

## Selección nacional

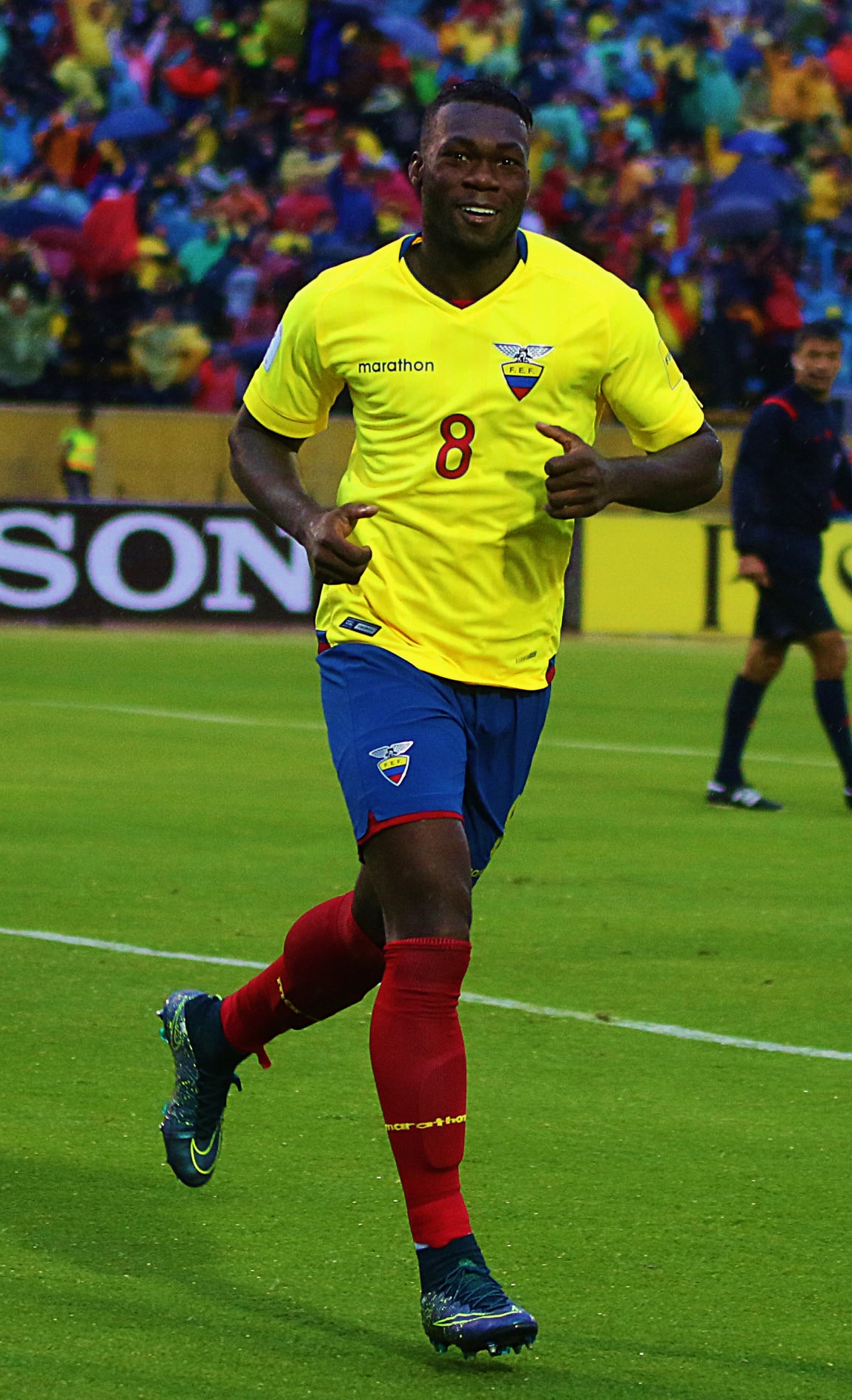
Felipe Caicedo jugando para su selección en las eliminatorias del mundial 2018.

Antes de su marcha al F. C. Basilea, había participado en unos cuantos encuentros con la selección de su país, incluyendo un partido amistoso de gran prestigio a la edad de 16 años contra Italia a mediados de 2005, esto a pesar de no ser considerado para jugar las eliminatorias del mundial 2006. Ha sido uno de los jugadores más importantes del Ecuador, Caicedo participó en el Sudamericano Sub-20 de 2007, también fue convocado por el técnico Luis Fernando Suárez para dos amistosos internacionales contra los Estados Unidos, en el que anotó un gol, y México el 25 y 28 de marzo de 2007, respectivamente, después de casi 2 años de ausencia, Felipao fue vuelto a llamar para disputar amistosos frente a la selección de Canadá y Grecia.

##### Copa América 2007: Primer llamado a la Tricolor
Felipe Caicedo inició su camino en la tricolor en la Copa América 2007, en donde hizo apariciones en dos encuentros ante Chile y Brasil.

##### Eliminatorias Sudáfrica 2010: Delantero Inactivo
Fue convocado disputando las eliminatorias Sudáfrica 2010 donde se destacó como una de las principales figuras del proceso dirigido por Sixto Vizuete, llegando a marcar un gol en la victoria de local con la selección boliviana; sin embargo, fue criticado debido a su poca efectividad o carencias de técnica en la clasificación al no poder marcar en varios partidos entre ellos los de local contra Colombia, Uruguay, Paraguay y Brasil respectivamente.

##### Copa América 2011: Última Participación en Copa América
Participó en la Copa América 2011, donde Ecuador cerró su participación frente a Brasil con un marcador de 4-2 a favor de los brasileños, en ese partido Caicedo fue el autor de los 2 goles, y se convirtió en el jugador revelación del torneo.

##### Eliminatorias Brasil 2014: El goleador de la Tricolor
En la clasificación Brasil 2014 tuvo su mejor proceso al ser uno de los principales goleadores de la eliminatorias con 7 goles y su buen juego, solo detrás de Luis Suárez, llegando a ser el goleador de la tricolor superando a las anotaciones de Édison Méndez, Segundo Castillo, Jefferson Montero, y Christian "El Chucho" Benítez, el 13 de mayo de 2014 el técnico de la selección ecuatoriana, Reinaldo Rueda, incluyó a Caicedo en la lista preliminar de 30 jugadores que representarán a Ecuador en la Copa Mundial de Fútbol de 2014.

##### Mundial Brasil 2014
Fue confirmado en la nómina definitiva de 23 jugadores el 2 de junio, si bien participó en el Mundial Brasil 2014 sería una de la mayores decepciones de la tricolor debido a las lesiones que le arrastraron antes de disputar el torneo, lo que impidió que jugara en su nivel habitual. 

##### Copa América 2015 y Copa América Centenario
Por varias lesiones en su respectivo equipo no fue convocado Gustavo Quinteros para disputar con la tricolor la Copa América 2015 y Copa América 2016 respectivamente.

##### Eliminatorias Rusia 2018
Su última eliminatoria fue en la de Rusia 2018 que al igual que la anterior clasificación fue uno de los goleadores del torneo al marcar un total de 7 goles, siendo también el goleador de la tricolor superando a Enner Valencia que marcó 5 goles, debido a la mala campaña de la tricolor, las lesiones que sufrió en su equipo y poca regularidad, ganó muchas críticas en varios partidos de la eliminatoria siendo los más destacados la derrota con Perú en Lima donde el portero Pedro Gallese lo dejó muy mal parado, como las derrotas de local frente a Brasil, Colombia y Perú respectivamente, donde destacó por bajo nivel, su último gol que marcó en la tricolor fue en la derrota de visitante frente a Paraguay por 2 a 1 y su último partido jugado con la tricolor fue también derrota de local por 2 a 1 con la selección de Ricardo Gareca, ambos encuentros jugados en 2017 pertenecientes a la eliminatoria a Rusia 2018, siendo el partido de Perú donde anunció su renuncia.
Debido a los pésima campaña de la tricolor como el rechazo de la aficionados ecuatorianos a la selección de Gustavo Quinteros después de la derrota histórica con el equipo de Ricardo Gareca, anunció su renuncia de la tricolor asegurando que ya no quiere ser llamado y no tiene intención de regresar a jugar para la tricolor, su renuncia a la selección desató muchas especulaciones siendo las más resaltantes no la críticas que recibió o decisión personal, sino que renunció a la tricolor debido a malos tratos por parte de la FEF de Carlos Villacís, que renunció en respuesta al despido de Gustavo Quinteros, la mala relaciones internas que empezó a tener con algunos jugadores entre ellos con Antonio Valencia, Enner Valencia, o Alexander Domínguez, la musculatura que había ganado en sus años como delantero lo que le hacía propenso a lesionarse y la más controversial de todas, que "Jugaba en la tricolor para hacerse rico", siendo esta la que la prensa más aseguraba.

##### Post Eliminatorias Rusia 2018 y Copa América 2019
En el año 2018 cuando Hernán Darío Gómez llegó al mando de la tricolor, se supo que no pretendían llamarlo para disputar los partidos amistosos, respetando su decisión de haber renunciado a la tricolor, cuando llegó al año 2019 y el nivel como reputación de la tricolor se vio en vuelta en polémica tras el escándalo del piso 17 en la Copa América 2019, se mantuvo neutral sin responder a nada de lo ocurrido en la tricolor, cuando Jorge Celico asumió el cargo de la tricolor en los últimos meses de 2019, tampoco fue llamado a la tricolor respetando nuevamente su opinión, pero esto trajo malestar en la afición dado que los delanteros de la tricolor de ese 2019 no presentaban un buen nivel.

##### Eliminatorias Catar 2022
En el 2020 cuando Gustavo Alfaro asumió el cargo de Director Técnico, se supo que el lo invitó a jugar esta eliminatoria dada su experiencia, pero la rechazo, debido a los buenos resultados que tuvo la tricolor en el 2020 con jugadores jóvenes como Michael Estrada, Gonzalo Plata o Moisés Caicedo, se supo que la aficionados habían perdido el interés en que volviera a la tricolor, sin embargo debido a los dos derrotas con Brasil y Perú como la decepcionante campaña en la Copa América 2021, la afición exigió su regreso y a su vez hubo muchas especulaciones sobre que fue llamado para regresar a la tricolor, algo que solo fueron especulaciones, después de la clasificación de la tricolor al mundial de Catar 2022 con el empate de Perú, nuevamente la prensa habló de que había sido llamado a la tricolor para jugar el último partido de la eliminatoria, algo que Francisco Egas presidente de la FEF negó por completo, afirmando que nunca se volvieron a contactar con el después del llamado que le hizo Gustavo Alfaro en 2020, marcando su fin en la ciclo en la selección ecuatoriana.

##### Controversias Post Rusia 2018
A pesar de ser uno de los jugadores ecuatorianos más destacados de la tricolor durante el año 2007, 2012 o 2015 respectivamente y ser considerado por mucha gente incluyendo a los periodistas como el segundo mejor jugador ecuatoriano de la presente generación; solo siendo superado por Antonio Valencia y al ser uno de los goleadores de Ecuador con 22 goles, al no dar una respuesta clara hacia su renuncia a la tricolor, los conflictos que tuvo con la FEF y supuestas especulaciones que al final nunca se aclararon de "Jugar o marcar goles por dinero" durante la época negra de la Tricolor en 2016 o 2017, le ha echó ganar una mala fama en la afición ecuatoriana, donde varios jugadores de la eliminatoria 2022 o del Campeonato Ecuatoriano entre ellos a Michael Estrada, Gonzalo Plata, Moisés Caicedo, Leonardo Campana, Piero Hincapié, Robert Arboleda, Félix Torres, Jeremy Sarmiento, Hernán Galíndez o Jordy Caicedo.
Esta mala fama también se ha visto reflejado en la afición como de jugadores históricos de la Tricolor como Carlos Tenorio quienes al principio de 2018 querían su regreso a la selección por la mala eliminatoria Rusia 2018 como el desempeño en la Copa América 2019 y Copa América 2021, no obstante tras la consolidación de la selección de Gustavo Alfaro, su negatividad de regresar, sus diferentes lesiones que le arrastraron y su completa ausencia como titular en el Ínter donde solo disputó 21 minutos en un total 20 partidos, muchos se han retractado, viendo su regreso como innecesario y una mala decisión, a pesar de su experiencia como delantero, no obstante hubo una gran cantidad de fanáticos que todavía respaldaban su decisión.
Sin embargo Felipao perdió respeto de los fanáticos en el 2022, año donde fue ampliamente criticado por parte de la afición ecuatoriana cuando en el año 2022 apareció en un post junto Arturo Vidal, subido por este último y acompañado del siguiente mensaje: Este si es ecuatoriano; haciendo alusión al caso de supuesta alineación indebida de Byron Castillo, denunciado por la Federación Chilena. Este acto provocó que muchos fanáticos ecuatorianos, incluyendo a los que lo defendían su decisión de renuncia a la selección, se pronunciarán muy negativamente en contra de él a quien llamaron "Vende Patria", lo cual se incrementó cuando la FIFA desestimó la demanda de Chile, siendo esta acción y controversia la que llevó a que muchos fanáticos como la prensa aseguraran que Felipao ya no será bienvenido o formara parte de la tricolor.

### Participaciones en Copas del Mundo
| Mundial                        | Sede   | Resultado    | Partidos | Goles |
| ------------------------------ | ------ | ------------ | -------- | ----- |
| Copa Mundial de Fútbol de 2014 | Brasil | Primera fase | 3        | 0     |

### Participaciones en Copa América
| Campeonato        | Sede      | Resultado    | Partidos | Goles | Prom. |
| ----------------- | --------- | ------------ | -------- | ----- | ----- |
| Copa América 2007 | Venezuela | Primera fase | 2        | 0     | 0,00  |
| Copa América 2011 | Argentina | Primera fase | 3        | 2     | 0,67  |

### Participaciones en eliminatorias
| Proceso                      | Sede      | Resultado            | Partidos | Goles | Prom. |
| ---------------------------- | --------- | -------------------- | -------- | ----- | ----- |
| Clasificación Sudáfrica 2010 | Sudáfrica | No clasificado (6.º) | 12       | 1     | 0,09  |
| Clasificación Brasil 2014    | Brasil    | Clasificado (4.º)    | 10       | 7     | 0,70  |
| Clasificación Rusia 2018     | Rusia     | No clasificado (8.º) | 13       | 7     | 0,65  |
| Total                        | Total     | Total                | 26       | 15    | 0,58  |

### Partidos internacionales
Actualizado alúltimo partido disputado el 15 de noviembre de 2018.
| \| N.° \| Fecha \| Ciudad \| Rival \| Resultado \| Resultado \| Competencia \| \| --- \| ------------------------ \| ----------------- \| -------------- \| --------- \| --------- \| --------------------------------------- \| \| 1. \| 4 de mayo de 2005 \| Nueva Jersey \| Paraguay \| 2-0 \| Victoria \| Amistoso \| \| 2. \| 10 de octubre de 2006 \| Cuenca \| Brasil \| 0-1 \| Derrota \| Amistoso \| \| 3. \| 18 de enero de 2007 \| Cuenca \| Suecia \| 2-1 \| Victoria \| Amistoso \| \| 4. \| 21 de enero de 2007 \| Quito \| Suecia \| 1-1 \| Empate \| Amistoso \| \| 5. \| 25 de marzo de 2007 \| Tampa \| Estados Unidos \| 0-1 \| Derrota \| Amistoso \| \| 6. \| 28 de marzo de 2007 \| Oakland \| México \| 2-4 \| Derrota \| Amistoso \| \| 7. \| 23 de mayo de 2007 \| Nueva Jersey \| Irlanda \| 1-1 \| Empate \| Amistoso \| \| 8. \| 3 de junio de 2007 \| Madrid \| Perú \| 1-2 \| Derrota \| Amistoso \| \| 9. \| 6 de junio de 2007 \| Barcelona \| Perú \| 2-0 \| Derrota \| Amistoso \| \| 10. \| 23 de junio de 2007 \| Barranquilla \| Colombia \| 1-3 \| Derrota \| Amistoso \| \| 11. \| 27 de junio de 2007 \| Puerto Ordaz \| Chile \| 2-3 \| Derrota \| Copa América 2007 \| \| 12. \| 4 de julio de 2007 \| Puerto La Cruz \| Brasil \| 1-3 \| Derrota \| Copa América 2007 \| \| 13. \| 22 de agosto de 2007 \| Quito \| Bolivia \| 1-0 \| Victoria \| Amistoso \| \| 14. \| 8 de septiembre de 2007 \| Quito \| El Salvador \| 5-1 \| Victoria \| Amistoso \| \| 15. \| 13 de octubre de 2007 \| Quito \| Venezuela \| 0-1 \| Derrota \| Eliminatorias al Mundial Sudáfrica 2010 \| \| 16. \| 17 de octubre de 2007 \| Río de Janeiro \| Brasil \| 0-5 \| Derrota \| Eliminatorias al Mundial Sudáfrica 2010 \| \| 17. \| 17 de noviembre de 2007 \| Asunción \| Paraguay \| 1-5 \| Derrota \| Eliminatorias al Mundial Sudáfrica 2010 \| \| 18. \| 26 de marzo de 2008 \| Latacunga \| Haití \| 3-1 \| Victoria \| Amistoso \| \| 19. \| 27 de mayo de 2008 \| Grenoble \| Francia \| 0-2 \| Derrota \| Amistoso \| \| 20. \| 18 de junio de 2008 \| Quito \| Colombia \| 0-0 \| Empate \| Eliminatorias al Mundial Sudáfrica 2010 \| \| 21. \| 20 de agosto de 2008 \| Nueva York \| Colombia \| 1-0 \| Victoria \| Amistoso \| \| 22. \| 6 de septiembre de 2008 \| Quito \| Bolivia \| 3-1 \| Victoria \| Eliminatorias al Mundial Sudáfrica 2010 \| \| 23. \| 10 de septiembre de 2008 \| Montevideo \| Uruguay \| 0-0 \| Empate \| Eliminatorias al Mundial Sudáfrica 2010 \| \| 24. \| 12 de octubre de 2008 \| Quito \| Chile \| 1-0 \| Victoria \| Eliminatorias al Mundial Sudáfrica 2010 \| \| 25. \| 15 de octubre de 2008 \| Puerto La Cruz \| Venezuela \| 1-3 \| Derrota \| Eliminatorias al Mundial Sudáfrica 2010 \| \| 26. \| 12 de noviembre de 2008 \| Phoenix \| México \| 1-2 \| Derrota \| Amistoso \| \| 27. \| 29 de marzo de 2009 \| Quito \| Brasil \| 1-1 \| Empate \| Eliminatorias al Mundial Sudáfrica 2010 \| \| 28. \| 1 de abril de 2009 \| Quito \| Paraguay \| 1-1 \| Empate \| Eliminatorias al Mundial Sudáfrica 2010 \| \| 29. \| 27 de mayo de 2009 \| Los Ángeles \| El Salvador \| 1-3 \| Derrota \| Amistoso \| \| 30. \| 10 de junio de 2009 \| Quito \| Argentina \| 2-0 \| Victoria \| Eliminatorias al Mundial Sudáfrica 2010 \| \| 31. \| 10 de octubre de 2009 \| Quito \| Uruguay \| 1-2 \| Derrota \| Eliminatorias al Mundial Sudáfrica 2010 \| \| 32. \| 4 de septiembre de 2010 \| Zapopan \| México \| 2-1 \| Victoria \| Amistoso \| \| 33. \| 7 de septiembre de 2010 \| Barquisimeto \| Venezuela \| 0-1 \| Derrota \| Amistoso \| \| 34. \| 20 de abril de 2011 \| Mar del Plata \| Argentina \| 2-2 \| Empate \| Amistoso \| \| 35. \| 28 de mayo de 2011 \| Seattle \| México \| 1-1 \| Empate \| Amistoso \| \| 36. \| 1 de junio de 2011 \| Toronto \| Canadá \| 2-2 \| Empate \| Amistoso \| \| 37. \| 7 de junio de 2011 \| Nueva York \| Grecia \| 1-1 \| Empate \| Amistoso \| \| 38. \| 25 de junio de 2011 \| Quito \| México \| 0-1 \| Derrota \| Amistoso \| \| 39. \| 3 de julio de 2011 \| Santa Fe \| Paraguay \| 0-0 \| Empate \| Copa América 2011 \| \| 40. \| 9 de julio de 2011 \| Salta \| Venezuela \| 0-1 \| Derrota \| Copa América 2011 \| \| 41. \| 13 de julio de 2011 \| Córdoba \| Brasil \| 2-4 \| Derrota \| Copa América 2011 \| \| 42. \| 10 de agosto de 2011 \| San José \| Costa Rica \| 2-0 \| Victoria \| Amistoso \| \| 43. \| 6 de septiembre de 2011 \| Quito \| Costa Rica \| 4-0 \| Victoria \| Amistoso \| \| 44. \| 7 de septiembre de 2012 \| Quito \| Bolivia \| 1-0 \| Victoria \| Eliminatorias al Mundial Brasil 2014 \| \| 45. \| 11 de septiembre de 2012 \| Montevideo \| Uruguay \| 1-1 \| Empate \| Eliminatorias al Mundial Brasil 2014 \| \| 46. \| 12 de octubre de 2012 \| Quito \| Chile \| 3-1 \| Victoria \| Eliminatorias al Mundial Brasil 2014 \| \| 47. \| 16 de octubre de 2012 \| Puerto la Cruz \| Venezuela \| 1-1 \| Empate \| Eliminatorias al Mundial Brasil 2014 \| \| 48. \| 6 de febrero de 2013 \| Guimarães \| Portugal \| 3-2 \| Victoria \| Amistoso \| \| 49. \| 21 de marzo de 2013 \| Quito \| El Salvador \| 5-0 \| Victoria \| Amistoso \| \| 50. \| 26 de marzo de 2013 \| Quito \| Paraguay \| 4-1 \| Victoria \| Eliminatorias al Mundial Brasil 2014 \| \| 51. \| 29 de mayo de 2013 \| Palm Beach \| Alemania \| 2-4 \| Derrota \| Amistoso \| \| 52. \| 7 de junio de 2013 \| Lima \| Perú \| 0-1 \| Derrota \| Eliminatorias al Mundial Brasil 2014 \| \| 53. \| 11 de junio de 2013 \| Quito \| Argentina \| 1-1 \| Empate \| Eliminatorias al Mundial Brasil 2014 \| \| 54. \| 14 de agosto de 2013 \| Guayaquil \| España \| 0-2 \| Derrota \| Amistoso \| \| 55. \| 10 de septiembre de 2013 \| La Paz \| Bolivia \| 1-1 \| Empate \| Eliminatorias al Mundial Brasil 2014 \| \| 56. \| 11 de octubre de 2013 \| Quito \| Uruguay \| 1-0 \| Victoria \| Eliminatorias al Mundial Brasil 2014 \| \| 57. \| 15 de octubre de 2013 \| Santiago de Chile \| Chile \| 1-2 \| Derrota \| Eliminatorias al Mundial Brasil 2014 \| \| 58. \| 15 de noviembre de 2013 \| Nueva Jersey \| Argentina \| 0-0 \| Empate \| Amistoso \| \| 59. \| 5 de marzo de 2014 \| Londres \| Australia \| 4-3 \| Victoria \| Amistoso \| \| 60. \| 17 de mayo de 2014 \| Ámsterdam \| Países Bajos \| 1-1 \| Empate \| Amistoso \| \| 61. \| 31 de mayo de 2014 \| Arlington \| México \| 1-3 \| Derrota \| Amistoso \| \| 62. \| 4 de junio de 2014 \| Miami \| Inglaterra \| 2-2 \| Empate \| Amistoso \| \| 63. \| 15 de junio de 2014 \| Brasilia \| Suiza \| 1-2 \| Derrota \| Mundial Brasil 2014 \| \| 64. \| 20 de junio de 2014 \| Curitiba \| Honduras \| 2-1 \| Victoria \| Mundial Brasil 2014 \| \| 65. \| 25 de junio de 2014 \| Río de Janeiro \| Francia \| 0-0 \| Empate \| Mundial Brasil 2014 \| \| 66. \| 28 de marzo de 2015 \| Los Ángeles \| México \| 0-1 \| Derrota \| Amistoso \| \| 67. \| 31 de marzo de 2015 \| East Rutherford \| Argentina \| 1-2 \| Derrota \| Amistoso \| \| 68. \| 8 de octubre de 2015 \| Buenos Aires \| Argentina \| 2-0 \| Victoria \| Eliminatorias al Mundial Rusia 2018 \| \| 69. \| 13 de octubre de 2015 \| Quito \| Bolivia \| 2-0 \| Victoria \| Eliminatorias al Mundial Rusia 2018 \| \| 70. \| 12 de noviembre de 2015 \| Quito \| Uruguay \| 2-1 \| Victoria \| Eliminatorias al Mundial Rusia 2018 \| \| 71. \| 17 de noviembre de 2015 \| Puerto Ordaz \| Venezuela \| 3-1 \| Victoria \| Eliminatorias al Mundial Rusia 2018 \| \| 72. \| 16 de septiembre de 2016 \| Quito \| Brasil \| 0-3 \| Derrota \| Eliminatorias al Mundial Rusia 2018 \| \| 73. \| 6 de septiembre de 2016 \| Lima \| Perú \| 1-2 \| Derrota \| Eliminatorias al Mundial Rusia 2018 \| \| 74. \| 6 de octubre de 2016 \| Quito \| Chile \| 3-0 \| Victoria \| Eliminatorias al Mundial Rusia 2018 \| \| 75. \| 10 de noviembre de 2016 \| Montevideo \| Uruguay \| 1-2 \| Derrota \| Eliminatorias al Mundial Rusia 2018 \| \| 76. \| 15 de noviembre de 2016 \| Quito \| Venezuela \| 3-0 \| Victoria \| Eliminatorias al Mundial Rusia 2018 \| \| 77. \| 23 de marzo de 2017 \| Asunción \| Paraguay \| 1-2 \| Derrota \| Eliminatorias al Mundial Rusia 2018 \| \| 78. \| 28 de marzo de 2017 \| Quito \| Colombia \| 0-2 \| Derrota \| Eliminatorias al Mundial Rusia 2018 \| \| 79. \| 31 de agosto de 2017 \| Porto Alegre \| Brasil \| 0-2 \| Derrota \| Eliminatorias al Mundial Rusia 2018 \| \| 80. \| 5 de septiembre de 2017 \| Quito \| Perú \| 1-2 \| Derrota \| Eliminatorias al Mundial Rusia 2018 \| |                          |                   |                |           |           |                                         |
| N.° | Fecha                    | Ciudad            | Rival          | Resultado | Resultado | Competencia                             |
| 1. | 4 de mayo de 2005        | Nueva Jersey      | Paraguay       | 2-0       | Victoria  | Amistoso                                |
| 2. | 10 de octubre de 2006    | Cuenca            | Brasil         | 0-1       | Derrota   | Amistoso                                |
| 3. | 18 de enero de 2007      | Cuenca            | Suecia         | 2-1       | Victoria  | Amistoso                                |
| 4. | 21 de enero de 2007      | Quito             | Suecia         | 1-1       | Empate    | Amistoso                                |
| 5. | 25 de marzo de 2007      | Tampa             | Estados Unidos | 0-1       | Derrota   | Amistoso                                |
| 6. | 28 de marzo de 2007      | Oakland           | México         | 2-4       | Derrota   | Amistoso                                |
| 7. | 23 de mayo de 2007       | Nueva Jersey      | Irlanda        | 1-1       | Empate    | Amistoso                                |
| 8. | 3 de junio de 2007       | Madrid            | Perú           | 1-2       | Derrota   | Amistoso                                |
| 9. | 6 de junio de 2007       | Barcelona         | Perú           | 2-0       | Derrota   | Amistoso                                |
| 10. | 23 de junio de 2007      | Barranquilla      | Colombia       | 1-3       | Derrota   | Amistoso                                |
| 11. | 27 de junio de 2007      | Puerto Ordaz      | Chile          | 2-3       | Derrota   | Copa América 2007                       |
| 12. | 4 de julio de 2007       | Puerto La Cruz    | Brasil         | 1-3       | Derrota   | Copa América 2007                       |
| 13. | 22 de agosto de 2007     | Quito             | Bolivia        | 1-0       | Victoria  | Amistoso                                |
| 14. | 8 de septiembre de 2007  | Quito             | El Salvador    | 5-1       | Victoria  | Amistoso                                |
| 15. | 13 de octubre de 2007    | Quito             | Venezuela      | 0-1       | Derrota   | Eliminatorias al Mundial Sudáfrica 2010 |
| 16. | 17 de octubre de 2007    | Río de Janeiro    | Brasil         | 0-5       | Derrota   | Eliminatorias al Mundial Sudáfrica 2010 |
| 17. | 17 de noviembre de 2007  | Asunción          | Paraguay       | 1-5       | Derrota   | Eliminatorias al Mundial Sudáfrica 2010 |
| 18. | 26 de marzo de 2008      | Latacunga         | Haití          | 3-1       | Victoria  | Amistoso                                |
| 19. | 27 de mayo de 2008       | Grenoble          | Francia        | 0-2       | Derrota   | Amistoso                                |
| 20. | 18 de junio de 2008      | Quito             | Colombia       | 0-0       | Empate    | Eliminatorias al Mundial Sudáfrica 2010 |
| 21. | 20 de agosto de 2008     | Nueva York        | Colombia       | 1-0       | Victoria  | Amistoso                                |
| 22. | 6 de septiembre de 2008  | Quito             | Bolivia        | 3-1       | Victoria  | Eliminatorias al Mundial Sudáfrica 2010 |
| 23. | 10 de septiembre de 2008 | Montevideo        | Uruguay        | 0-0       | Empate    | Eliminatorias al Mundial Sudáfrica 2010 |
| 24. | 12 de octubre de 2008    | Quito             | Chile          | 1-0       | Victoria  | Eliminatorias al Mundial Sudáfrica 2010 |
| 25. | 15 de octubre de 2008    | Puerto La Cruz    | Venezuela      | 1-3       | Derrota   | Eliminatorias al Mundial Sudáfrica 2010 |
| 26. | 12 de noviembre de 2008  | Phoenix           | México         | 1-2       | Derrota   | Amistoso                                |
| 27. | 29 de marzo de 2009      | Quito             | Brasil         | 1-1       | Empate    | Eliminatorias al Mundial Sudáfrica 2010 |
| 28. | 1 de abril de 2009       | Quito             | Paraguay       | 1-1       | Empate    | Eliminatorias al Mundial Sudáfrica 2010 |
| 29. | 27 de mayo de 2009       | Los Ángeles       | El Salvador    | 1-3       | Derrota   | Amistoso                                |
| 30. | 10 de junio de 2009      | Quito             | Argentina      | 2-0       | Victoria  | Eliminatorias al Mundial Sudáfrica 2010 |
| 31. | 10 de octubre de 2009    | Quito             | Uruguay        | 1-2       | Derrota   | Eliminatorias al Mundial Sudáfrica 2010 |
| 32. | 4 de septiembre de 2010  | Zapopan           | México         | 2-1       | Victoria  | Amistoso                                |
| 33. | 7 de septiembre de 2010  | Barquisimeto      | Venezuela      | 0-1       | Derrota   | Amistoso                                |
| 34. | 20 de abril de 2011      | Mar del Plata     | Argentina      | 2-2       | Empate    | Amistoso                                |
| 35. | 28 de mayo de 2011       | Seattle           | México         | 1-1       | Empate    | Amistoso                                |
| 36. | 1 de junio de 2011       | Toronto           | Canadá         | 2-2       | Empate    | Amistoso                                |
| 37. | 7 de junio de 2011       | Nueva York        | Grecia         | 1-1       | Empate    | Amistoso                                |
| 38. | 25 de junio de 2011      | Quito             | México         | 0-1       | Derrota   | Amistoso                                |
| 39. | 3 de julio de 2011       | Santa Fe          | Paraguay       | 0-0       | Empate    | Copa América 2011                       |
| 40. | 9 de julio de 2011       | Salta             | Venezuela      | 0-1       | Derrota   | Copa América 2011                       |
| 41. | 13 de julio de 2011      | Córdoba           | Brasil         | 2-4       | Derrota   | Copa América 2011                       |
| 42. | 10 de agosto de 2011     | San José          | Costa Rica     | 2-0       | Victoria  | Amistoso                                |
| 43. | 6 de septiembre de 2011  | Quito             | Costa Rica     | 4-0       | Victoria  | Amistoso                                |
| 44. | 7 de septiembre de 2012  | Quito             | Bolivia        | 1-0       | Victoria  | Eliminatorias al Mundial Brasil 2014    |
| 45. | 11 de septiembre de 2012 | Montevideo        | Uruguay        | 1-1       | Empate    | Eliminatorias al Mundial Brasil 2014    |
| 46. | 12 de octubre de 2012    | Quito             | Chile          | 3-1       | Victoria  | Eliminatorias al Mundial Brasil 2014    |
| 47. | 16 de octubre de 2012    | Puerto la Cruz    | Venezuela      | 1-1       | Empate    | Eliminatorias al Mundial Brasil 2014    |
| 48. | 6 de febrero de 2013     | Guimarães         | Portugal       | 3-2       | Victoria  | Amistoso                                |
| 49. | 21 de marzo de 2013      | Quito             | El Salvador    | 5-0       | Victoria  | Amistoso                                |
| 50. | 26 de marzo de 2013      | Quito             | Paraguay       | 4-1       | Victoria  | Eliminatorias al Mundial Brasil 2014    |
| 51. | 29 de mayo de 2013       | Palm Beach        | Alemania       | 2-4       | Derrota   | Amistoso                                |
| 52. | 7 de junio de 2013       | Lima              | Perú           | 0-1       | Derrota   | Eliminatorias al Mundial Brasil 2014    |
| 53. | 11 de junio de 2013      | Quito             | Argentina      | 1-1       | Empate    | Eliminatorias al Mundial Brasil 2014    |
| 54. | 14 de agosto de 2013     | Guayaquil         | España         | 0-2       | Derrota   | Amistoso                                |
| 55. | 10 de septiembre de 2013 | La Paz            | Bolivia        | 1-1       | Empate    | Eliminatorias al Mundial Brasil 2014    |
| 56. | 11 de octubre de 2013    | Quito             | Uruguay        | 1-0       | Victoria  | Eliminatorias al Mundial Brasil 2014    |
| 57. | 15 de octubre de 2013    | Santiago de Chile | Chile          | 1-2       | Derrota   | Eliminatorias al Mundial Brasil 2014    |
| 58. | 15 de noviembre de 2013  | Nueva Jersey      | Argentina      | 0-0       | Empate    | Amistoso                                |
| 59. | 5 de marzo de 2014       | Londres           | Australia      | 4-3       | Victoria  | Amistoso                                |
| 60. | 17 de mayo de 2014       | Ámsterdam         | Países Bajos   | 1-1       | Empate    | Amistoso                                |
| 61. | 31 de mayo de 2014       | Arlington         | México         | 1-3       | Derrota   | Amistoso                                |
| 62. | 4 de junio de 2014       | Miami             | Inglaterra     | 2-2       | Empate    | Amistoso                                |
| 63. | 15 de junio de 2014      | Brasilia          | Suiza          | 1-2       | Derrota   | Mundial Brasil 2014                     |
| 64. | 20 de junio de 2014      | Curitiba          | Honduras       | 2-1       | Victoria  | Mundial Brasil 2014                     |
| 65. | 25 de junio de 2014      | Río de Janeiro    | Francia        | 0-0       | Empate    | Mundial Brasil 2014                     |
| 66. | 28 de marzo de 2015      | Los Ángeles       | México         | 0-1       | Derrota   | Amistoso                                |
| 67. | 31 de marzo de 2015      | East Rutherford   | Argentina      | 1-2       | Derrota   | Amistoso                                |
| 68. | 8 de octubre de 2015     | Buenos Aires      | Argentina      | 2-0       | Victoria  | Eliminatorias al Mundial Rusia 2018     |
| 69. | 13 de octubre de 2015    | Quito             | Bolivia        | 2-0       | Victoria  | Eliminatorias al Mundial Rusia 2018     |
| 70. | 12 de noviembre de 2015  | Quito             | Uruguay        | 2-1       | Victoria  | Eliminatorias al Mundial Rusia 2018     |
| 71. | 17 de noviembre de 2015  | Puerto Ordaz      | Venezuela      | 3-1       | Victoria  | Eliminatorias al Mundial Rusia 2018     |
| 72. | 16 de septiembre de 2016 | Quito             | Brasil         | 0-3       | Derrota   | Eliminatorias al Mundial Rusia 2018     |
| 73. | 6 de septiembre de 2016  | Lima              | Perú           | 1-2       | Derrota   | Eliminatorias al Mundial Rusia 2018     |
| 74. | 6 de octubre de 2016     | Quito             | Chile          | 3-0       | Victoria  | Eliminatorias al Mundial Rusia 2018     |
| 75. | 10 de noviembre de 2016  | Montevideo        | Uruguay        | 1-2       | Derrota   | Eliminatorias al Mundial Rusia 2018     |
| 76. | 15 de noviembre de 2016  | Quito             | Venezuela      | 3-0       | Victoria  | Eliminatorias al Mundial Rusia 2018     |
| 77. | 23 de marzo de 2017      | Asunción          | Paraguay       | 1-2       | Derrota   | Eliminatorias al Mundial Rusia 2018     |
| 78. | 28 de marzo de 2017      | Quito             | Colombia       | 0-2       | Derrota   | Eliminatorias al Mundial Rusia 2018     |
| 79. | 31 de agosto de 2017     | Porto Alegre      | Brasil         | 0-2       | Derrota   | Eliminatorias al Mundial Rusia 2018     |
| 80. | 5 de septiembre de 2017  | Quito             | Perú           | 1-2       | Derrota   | Eliminatorias al Mundial Rusia 2018     |

### Goles internacionales
| \| N.° \| Fecha \| Ciudad \| Oponente \| Gol \| Resultado \| Resultado \| Competencia \| Modo \| \| --- \| ------------------------ \| ------------ \| -------------- \| --- \| --------- \| --------- \| --------------------------------------- \| --------- \| \| 1. \| 27 de marzo de 2007 \| Florida \| Estados Unidos \| 1–1 \| 1–3 \| Derrota \| Amistoso \| Derecha \| \| 2. \| 8 de septiembre de 2007 \| Quito \| El Salvador \| 3–1 \| 5–1 \| Victoria \| Amistoso \| Derecha \| \| 3. \| 6 de septiembre de 2008 \| Quito \| Bolivia \| 1–0 \| 3–1 \| Victoria \| Eliminatorias al Mundial Sudáfrica 2010 \| Izquierda \| \| 4. \| 13 de julio de 2011 \| Córdoba \| Brasil \| 1–1 \| 2–4 \| Derrota \| Copa América 2011 \| Izquierda \| \| 5. \| 13 de julio de 2011 \| Córdoba \| Brasil \| 2–2 \| 2–4 \| Derrota \| Copa América 2011 \| Izquierda \| \| 6. \| 7 de septiembre de 2012 \| Quito \| Bolivia \| 1–0 \| 1–0 \| Victoria \| Eliminatorias al Mundial Brasil 2014 \| Penal \| \| 7. \| 11 de septiembre de 2012 \| Montevideo \| Uruguay \| 1–0 \| 1–1 \| Empate \| Eliminatorias al Mundial Brasil 2014 \| Penal \| \| 8. \| 12 de octubre de 2012 \| Quito \| Chile \| 1–1 \| 3–1 \| Victoria \| Eliminatorias al Mundial Brasil 2014 \| Derecha \| \| 9. \| 12 de octubre de 2012 \| Quito \| Chile \| 2–1 \| 3–1 \| Victoria \| Eliminatorias al Mundial Brasil 2014 \| Penal \| \| 10. \| 6 de febrero de 2013 \| Guimaraes \| Portugal \| 3–2 \| 3–2 \| Victoria \| Amistoso \| Izquierda \| \| 11. \| 21 de marzo de 2013 \| Quito \| El Salvador \| 1–0 \| 5–0 \| Victoria \| Amistoso \| Izquierda \| \| 12. \| 21 de marzo de 2013 \| Quito \| El Salvador \| 3–0 \| 5–0 \| Victoria \| Amistoso \| Izquierda \| \| 13. \| 26 de marzo de 2013 \| Quito \| Paraguay \| 1–1 \| 4–1 \| Victoria \| Eliminatorias al Mundial Brasil 2014 \| Cabeza \| \| 14. \| 10 de septiembre de 2013 \| La Paz \| Bolivia \| 1–1 \| 1–1 \| Empate \| Eliminatorias al Mundial Brasil 2014 \| Penal \| \| 15. \| 15 de octubre de 2013 \| Santiago \| Chile \| 1–2 \| 1–2 \| Derrota \| Eliminatorias al Mundial Brasil 2014 \| Derecha \| \| 16. \| 8 de octubre de 2015 \| Buenos Aires \| Argentina \| 2–0 \| 2–0 \| Victoria \| Eliminatorias al Mundial Rusia 2018 \| Derecha \| \| 17. \| 13 de octubre de 2015 \| Quito \| Bolivia \| 2–0 \| 2–0 \| Victoria \| Eliminatorias al Mundial Rusia 2018 \| Penal \| \| 18. \| 12 de noviembre de 2015 \| Quito \| Uruguay \| 1–0 \| 2–1 \| Victoria \| Eliminatorias al Mundial Rusia 2018 \| Derecha \| \| 19. \| 17 de noviembre de 2015 \| Puerto Ordaz \| Venezuela \| 3–0 \| 3–1 \| Victoria \| Eliminatorias al Mundial Rusia 2018 \| Cabeza \| \| 20. \| 6 de octubre de 2016 \| Quito \| Chile \| 3–0 \| 3–0 \| Victoria \| Eliminatorias al Mundial Rusia 2018 \| Derecha \| \| 21. \| 10 de noviembre de 2016 \| Montevideo \| Uruguay \| 1–1 \| 1–2 \| Derrota \| Eliminatorias al Mundial Rusia 2018 \| Izquierda \| \| 22. \| 23 de marzo de 2017 \| Asunción \| Paraguay \| 1–2 \| 1–2 \| Derrota \| Eliminatorias al Mundial Rusia 2018 \| Penal \| |                          |              |                |     |           |           |                                         |           |
| N.° | Fecha                    | Ciudad       | Oponente       | Gol | Resultado | Resultado | Competencia                             | Modo      |
| 1. | 27 de marzo de 2007      | Florida      | Estados Unidos | 1–1 | 1–3       | Derrota   | Amistoso                                | Derecha   |
| 2. | 8 de septiembre de 2007  | Quito        | El Salvador    | 3–1 | 5–1       | Victoria  | Amistoso                                | Derecha   |
| 3. | 6 de septiembre de 2008  | Quito        | Bolivia        | 1–0 | 3–1       | Victoria  | Eliminatorias al Mundial Sudáfrica 2010 | Izquierda |
| 4. | 13 de julio de 2011      | Córdoba      | Brasil         | 1–1 | 2–4       | Derrota   | Copa América 2011                       | Izquierda |
| 5. | 13 de julio de 2011      | Córdoba      | Brasil         | 2–2 | 2–4       | Derrota   | Copa América 2011                       | Izquierda |
| 6. | 7 de septiembre de 2012  | Quito        | Bolivia        | 1–0 | 1–0       | Victoria  | Eliminatorias al Mundial Brasil 2014    | Penal     |
| 7. | 11 de septiembre de 2012 | Montevideo   | Uruguay        | 1–0 | 1–1       | Empate    | Eliminatorias al Mundial Brasil 2014    | Penal     |
| 8. | 12 de octubre de 2012    | Quito        | Chile          | 1–1 | 3–1       | Victoria  | Eliminatorias al Mundial Brasil 2014    | Derecha   |
| 9. | 12 de octubre de 2012    | Quito        | Chile          | 2–1 | 3–1       | Victoria  | Eliminatorias al Mundial Brasil 2014    | Penal     |
| 10. | 6 de febrero de 2013     | Guimaraes    | Portugal       | 3–2 | 3–2       | Victoria  | Amistoso                                | Izquierda |
| 11. | 21 de marzo de 2013      | Quito        | El Salvador    | 1–0 | 5–0       | Victoria  | Amistoso                                | Izquierda |
| 12. | 21 de marzo de 2013      | Quito        | El Salvador    | 3–0 | 5–0       | Victoria  | Amistoso                                | Izquierda |
| 13. | 26 de marzo de 2013      | Quito        | Paraguay       | 1–1 | 4–1       | Victoria  | Eliminatorias al Mundial Brasil 2014    | Cabeza    |
| 14. | 10 de septiembre de 2013 | La Paz       | Bolivia        | 1–1 | 1–1       | Empate    | Eliminatorias al Mundial Brasil 2014    | Penal     |
| 15. | 15 de octubre de 2013    | Santiago     | Chile          | 1–2 | 1–2       | Derrota   | Eliminatorias al Mundial Brasil 2014    | Derecha   |
| 16. | 8 de octubre de 2015     | Buenos Aires | Argentina      | 2–0 | 2–0       | Victoria  | Eliminatorias al Mundial Rusia 2018     | Derecha   |
| 17. | 13 de octubre de 2015    | Quito        | Bolivia        | 2–0 | 2–0       | Victoria  | Eliminatorias al Mundial Rusia 2018     | Penal     |
| 18. | 12 de noviembre de 2015  | Quito        | Uruguay        | 1–0 | 2–1       | Victoria  | Eliminatorias al Mundial Rusia 2018     | Derecha   |
| 19. | 17 de noviembre de 2015  | Puerto Ordaz | Venezuela      | 3–0 | 3–1       | Victoria  | Eliminatorias al Mundial Rusia 2018     | Cabeza    |
| 20. | 6 de octubre de 2016     | Quito        | Chile          | 3–0 | 3–0       | Victoria  | Eliminatorias al Mundial Rusia 2018     | Derecha   |
| 21. | 10 de noviembre de 2016  | Montevideo   | Uruguay        | 1–1 | 1–2       | Derrota   | Eliminatorias al Mundial Rusia 2018     | Izquierda |
| 22. | 23 de marzo de 2017      | Asunción     | Paraguay       | 1–2 | 1–2       | Derrota   | Eliminatorias al Mundial Rusia 2018     | Penal     |

## Estadísticas

### Clubes
Actualizado al último partido disputado el 31 de mayo de 2023.
| Club                             | Div.          | Temporada     | Liga  | Liga  | Copas nacionales | Copas nacionales | Copas internacionales | Copas internacionales | Total | Total | Media goleadora |
| Club                             | Div.          | Temporada     | Part. | Goles | Part.            | Goles            | Part.                 | Goles                 | Part. | Goles | Media goleadora |
| -------------------------------- | ------------- | ------------- | ----- | ----- | ---------------- | ---------------- | --------------------- | --------------------- | ----- | ----- | --------------- |
| F. C. Basilea · Suiza            | 1.ª           | 2006-07       | 27    | 7     | 5                | 2                | -                     | -                     | 32    | 9     | 0.28            |
| F. C. Basilea · Suiza            | 1.ª           | 2007-08       | 18    | 4     | 3                | 0                | 8                     | 3                     | 29    | 7     | 0.58            |
| F. C. Basilea · Suiza            | Total club    | Total club    | 45    | 11    | 8                | 2                | 8                     | 3                     | 61    | 16    | 0.26            |
| Manchester City F. C. Inglaterra | 1.ª           | 2007-08       | 10    | 0     | -                | -                | -                     | -                     | 10    | 0     | 0               |
| Manchester City F. C. Inglaterra | 1.ª           | 2008-09       | 17    | 4     | 2                | 0                | 6                     | 3                     | 25    | 7     | 0.28            |
| Manchester City F. C. Inglaterra | Total club    | Total club    | 27    | 4     | 2                | 0                | 6                     | 3                     | 35    | 7     | 0.2             |
| Sporting C. P. Portugal          | 1.ª           | 2009-10       | 7     | 0     | -                | -                | 4                     | 0                     | 11    | 0     | 0               |
| Sporting C. P. Portugal          | Total club    | Total club    | 7     | 0     | 0                | 0                | 4                     | 0                     | 11    | 0     | 0               |
| Málaga C. F. · España            | 1.ª           | 2009-10       | 18    | 4     | -                | -                | -                     | -                     | 18    | 4     | 0.22            |
| Málaga C. F. · España            | Total club    | Total club    | 18    | 4     | 0                | 0                | 0                     | 0                     | 18    | 4     | 0.22            |
| Levante U. D. · España           | 1.ª           | 2010-11       | 27    | 13    | 2                | 1                | -                     | -                     | 29    | 14    | 0.48            |
| Levante U. D. · España           | Total club    | Total club    | 27    | 13    | 2                | 1                | 0                     | 0                     | 29    | 14    | 0.48            |
| F. C. Lokomotiv Moscú · Rusia    | 1.ª           | 2011-12       | 17    | 6     | -                | -                | 7                     | 2                     | 24    | 8     | 0.33            |
| F. C. Lokomotiv Moscú · Rusia    | 1.ª           | 2012-13       | 22    | 4     | 2                | 2                | -                     | -                     | 24    | 6     | 0.25            |
| F. C. Lokomotiv Moscú · Rusia    | 1.ª           | 2013-14       | 13    | 1     | 1                | 0                | -                     | -                     | 14    | 1     | 0.07            |
| F. C. Lokomotiv Moscú · Rusia    | Total club    | Total club    | 52    | 11    | 3                | 2                | 7                     | 2                     | 62    | 15    | 0.24            |
| Al-Jazira S. C. · EAU            | 1.ª           | 2013-14       | 13    | 8     | 1                | 1                | 2                     | 1                     | 16    | 11    | 0.69            |
| Al-Jazira S. C. · EAU            | Total club    | Total club    | 13    | 8     | 1                | 1                | 2                     | 1                     | 16    | 11    | 0.69            |
| R. C. D. Espanyol · España       | 1.ª           | 2014-15       | 35    | 9     | 5                | 3                | -                     | -                     | 40    | 12    | 0.3             |
| R. C. D. Espanyol · España       | 1.ª           | 2015-16       | 31    | 8     | 3                | 2                | -                     | -                     | 34    | 10    | 0.29            |
| R. C. D. Espanyol · España       | 1.ª           | 2016-17       | 27    | 2     | 2                | 0                | -                     | -                     | 29    | 2     | 0.31            |
| R. C. D. Espanyol · España       | Total club    | Total club    | 93    | 19    | 10               | 5                | 0                     | 0                     | 103   | 24    | 0.23            |
| S. S. Lazio · Italia             | 1.ª           | 2017-18       | 22    | 3     | 2                | 0                | 9                     | 3                     | 33    | 6     | 0.18            |
| S. S. Lazio · Italia             | 1.ª           | 2018-19       | 28    | 8     | 5                | 0                | 5                     | 1                     | 38    | 9     | 0.24            |
| S. S. Lazio · Italia             | 1.ª           | 2019-20       | 30    | 9     | 2                | 0                | 6                     | 0                     | 38    | 9     | 0.24            |
| S. S. Lazio · Italia             | 1.ª           | 2020-21       | 22    | 8     | 0                | 0                | 5                     | 1                     | 27    | 9     | 0.33            |
| S. S. Lazio · Italia             | Total club    | Total club    | 102   | 28    | 9                | 0                | 25                    | 5                     | 136   | 33    | 0.24            |
| Genoa C. F. C. · Italia          | 1.ª           | 2021-22       | 9     | 1     | 1                | 0                | -                     | -                     | 10    | 1     | 0.1             |
| Genoa C. F. C. · Italia          | Total club    | Total club    | 9     | 1     | 1                | 0                | 0                     | 0                     | 10    | 1     | 0.1             |
| Inter de Milán · Italia          | 1.ª           | 2021-22       | 3     | 0     | 0                | 0                | -                     | -                     | 3     | 0     | 0               |
| Inter de Milán · Italia          | Total club    | Total club    | 3     | 0     | 0                | 0                | 0                     | 0                     | 3     | 0     | 0               |
| Abha Club Arabia Saudita         | 1.ª           | 2022-23       | 23    | 2     | 1                | 1                | -                     | -                     | 24    | 3     | 0.13            |
| Abha Club Arabia Saudita         | Total club    | Total club    | 23    | 2     | 1                | 1                | 0                     | 0                     | 24    | 3     | 0.13            |
| Total carrera                    | Total carrera | Total carrera | 419   | 101   | 37               | 12               | 52                    | 14                    | 508   | 127   | 0.25            |
| 1. 2. 3.                         |               |               |       |       |                  |                  |                       |                       |       |       |                 |

## Palmarés

### Campeonatos nacionales
| Título              | Club           | País   | Año  |
| ------------------- | -------------- | ------ | ---- |
| Copa de Suiza       | F. C. Basilea  | Suiza  | 2007 |
| Superliga de Suiza  | F. C. Basilea  | Suiza  | 2008 |
| Copa de Suiza       | F. C. Basilea  | Suiza  | 2008 |
| Supercopa de Italia | S. S. Lazio    | Italia | 2017 |
| Copa de Italia      | S. S. Lazio    | Italia | 2019 |
| Supercopa de Italia | S. S. Lazio    | Italia | 2019 |
| Copa de Italia      | Inter de Milán | Italia | 2022 |